# 葛巻町畜産開発公社

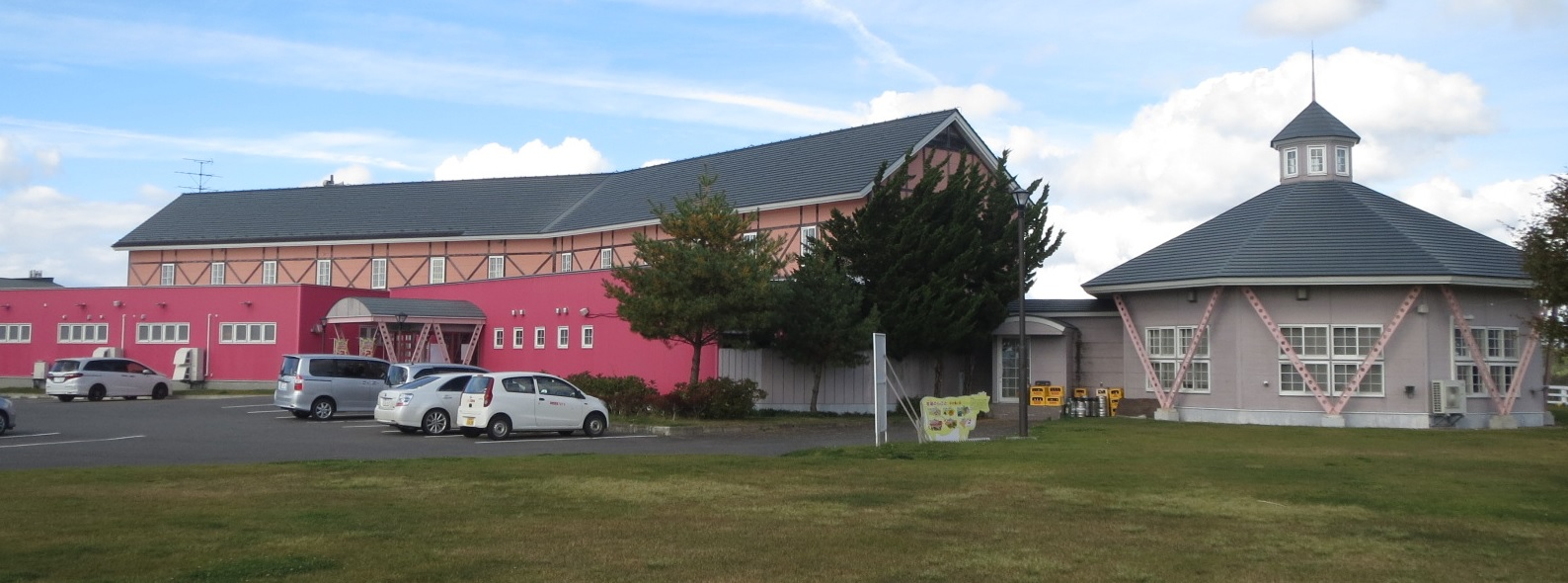
くずまき交流館プラトー

一般社団法人葛巻町畜産開発公社（いっぱんしゃだんほうじんくずまきちょうちくさんかいはつこうしゃ）は、岩手県岩手郡葛巻町の法人。
くずまき高原牧場に宿泊施設や乳製品工場、パン工場、チーズ工場などを併設して、年間約30万人が来場する。

## 概要
- 〒028-5402 岩手県岩手郡葛巻町葛巻40-57-125
- 設立 1976年
- 代表者 理事長 鈴木重男（葛巻町長）
- 資本金 2億1,300万円
- 構成員 岩手県、葛巻町、酪農家、農家代表、学識経験者
- 牧場総面積 1,774ha（くずまき牧場・袖山高原牧場・上外川高原牧場・玉山牧場・大野牧場）
- 従業員数 100名（パート他含む）

## 沿革
- 1976年（昭和51年） 3月30日 設立

## 事業概要

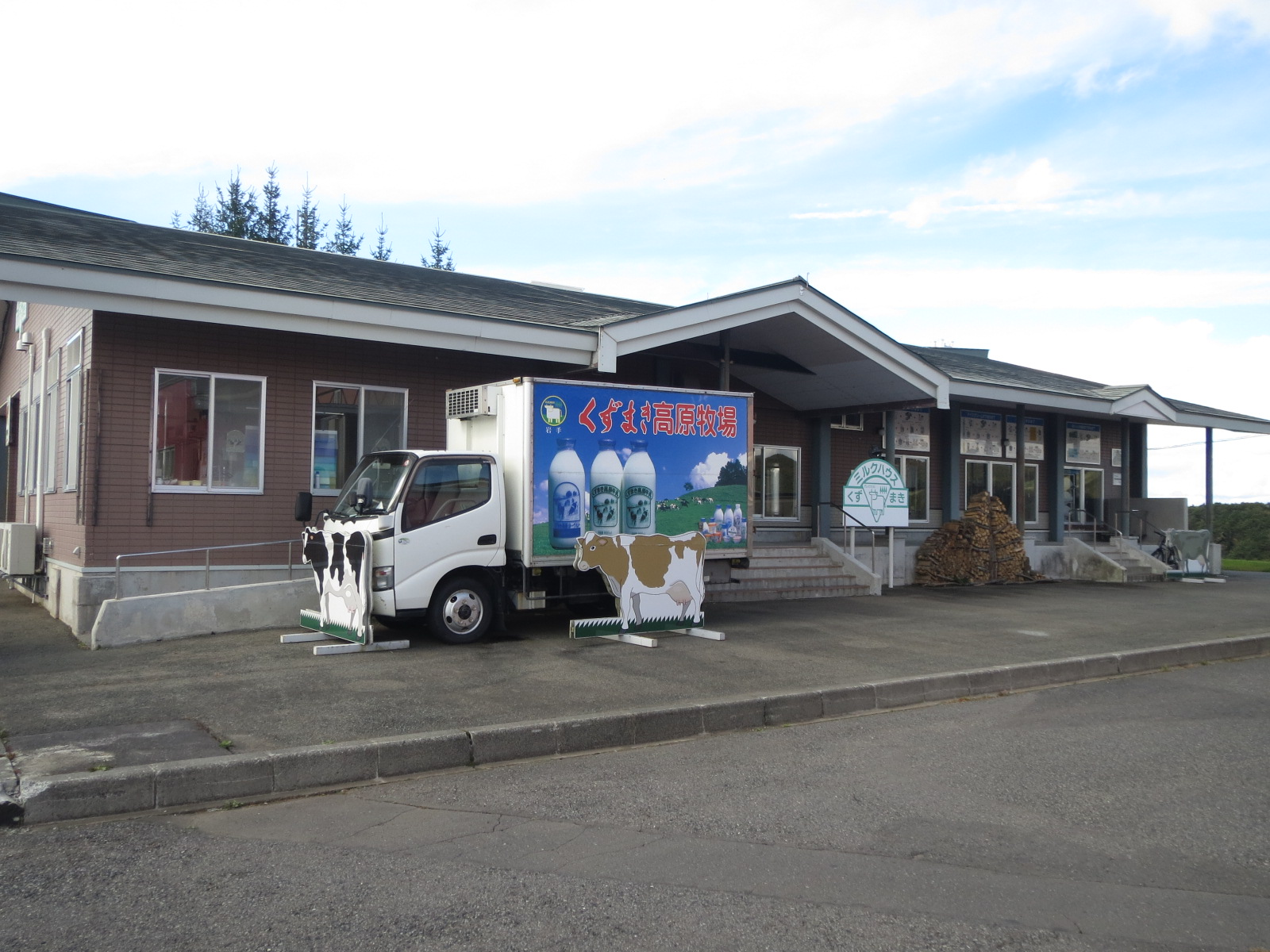
ミルクハウスくずまき

- くずまき交流館プラトー
- 肥育事業
- シュクランハウス（コテージ）
- ミルクハウスくずまき
- レストハウス袖山高原
- チーズハウスくずまき
- パンハウスくずまき
- バイオガスプラント
- 葛巻町木質バイオマスガス化発電施設
- 体験交流施設 もく・木ドーム